# Ralf Grabsch
Ralf Grabsch, född 7 april 1973 i Wittenberg, är en tysk före detta professionell tävlingscyklist. Mellan säsongen 2006 och 2008 tävlade Ralf Grabsch för UCI ProTour-stallet Team Milram.

## Karriär
Ralf Grabsch blev professionell 1996 med PSV Köln och blev inför 2000 kontrakterad av Deutsche Telekom. Han tävlade för Wiesenhof mellan 2003 och 2005, innan det italiensktyska stallet Milram kontraktade tysken.
Grabsch vann den tredje etappen av Bayern Rundfahrt 2006. Samma år vann han också Rund um den Magdeburger Dom och en etapp av Cologne Classic.
Under säsongen 2007 vann han Rund um die Wittenberger Altstadt före Robert Förster och sin yngre bror Bert Grabsch. Han slutade på en tredje plats i Cologne Classic och Rund um den Magdeburger Dom.
Den 10 oktober 2008 berättade Ralf Grabsch att han hade avslutat sin karriär, trots att han hade ytterligare ett år kvar på sitt kontrakt med sitt stall Team Milram. I stället för att fortsätta som proffscyklist blev han sportdirektör i stallet. Tidigare under säsongen 2008 såg Ralf Grabsch sin yngre bror Bert Grabsch vinna världsmästerskapen i tempolopp.

## Meriter
1994
1:a, etapp 9, Course de la Paix
2:a, Course de la Paix
1995
1:a, etapp 12, Commonwealth Bank Classic
1996
1:a, Hessen-Rundfahrt
1997
1:a, Köln-Schuld-Frechen
1:a, Etapp 3b, Bayern Rundfahrt
1998
1:a, Osterrennen
2:a, Ster der Beloften
1:a, etapp 3, Tour du Poitou-Charentes et de la Vienne
1999
1:a, etapp 3, Ster der Beloften
1:a, Ster der Beloften
2001
1:a, Kriterium Altenkirchen
2003
2:a, Ytong Bohemia Tour
2004
1:a, City Night Rede
2006
1:a, etapp 3, Bayern Rundfahrt
1:a, etapp 1, Cologne Classic
1:a, Rund um den Magdeburger Dom
2007
1:a, Rund um die Wittenberger Altstadt

## Stall
- PSV Köln 1996–1997
- Gerolsteiner 1998
- Team Cologne 1999
- Team Deutsche Telekom 2000–2002
- Team Wiesenhof 2003–2005
- Team Milram 2006–2008